# Förbandsplats

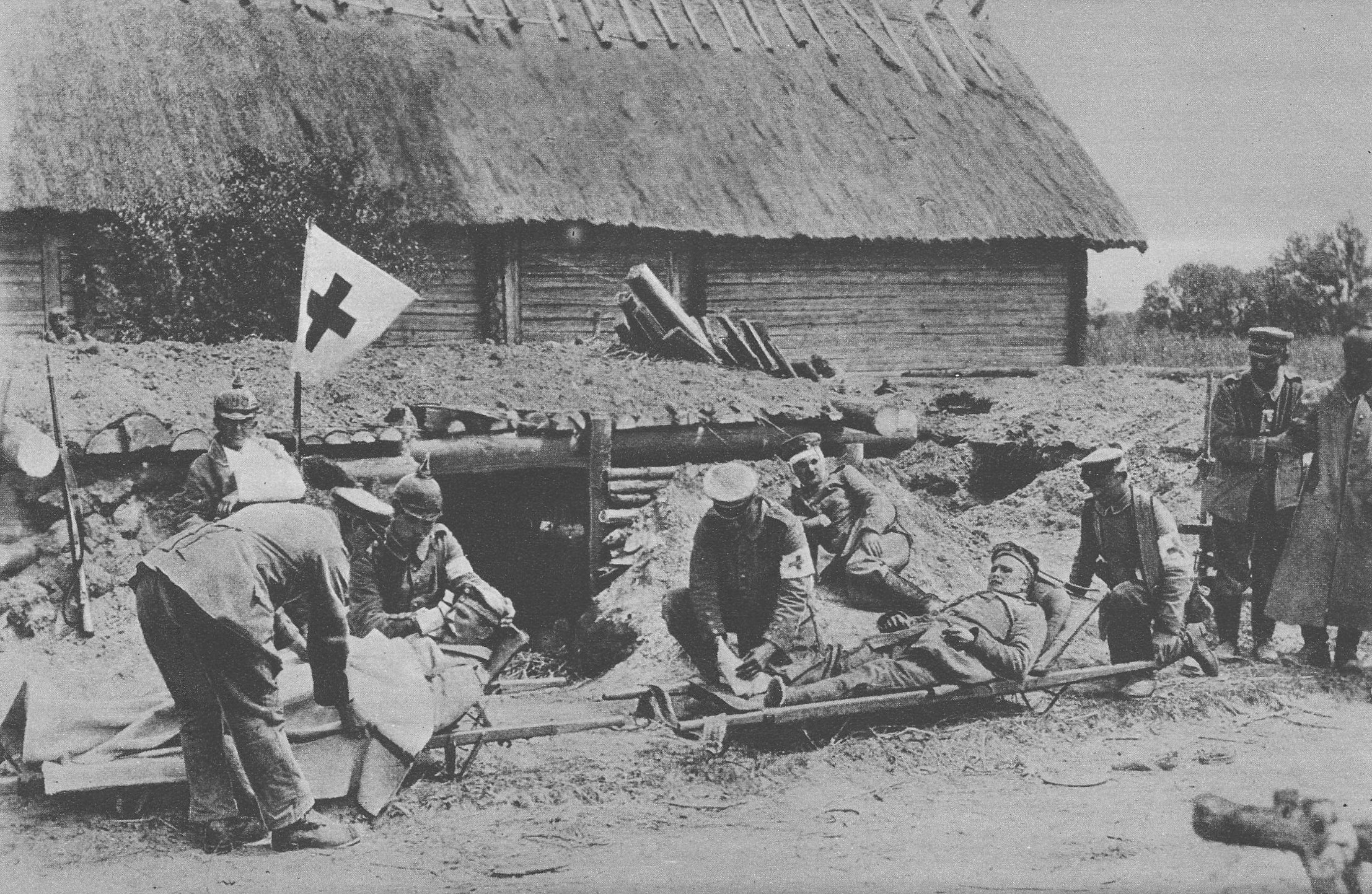
Tysk förbandsplats under första världskriget.

Förbandsplats är en militär term som betecknar den plats där en i strid skadad soldat får ett första kvalificerat omhändertagande av läkare. På skadeplatsen ges den sårade första hjälpen av en sjukvårdsman eller av andra soldater innan den sårade transporteras vidare till förbandsplatsen.

## Sverige[1]
I Sverige registreras skadade vid kompaniets sjukvårdsgrupp innan de sänds vidare till förbandsplatsen, oftast på bataljonsnivå. Här finns bland annat läkare, sjuksköterska, sjukvårdare och sjukvårdsbefäl (väbel). Om den sårade endast uppvisar lättare skador och har en beräknad vårdtid på ca en vecka överförs den sårade sedan till lättvårdsgruppen där sjuksköterskor svarar för den löpande vården. Föreligger allvarligare skador transporteras den sårade vidare till Försvarsmaktens sjukhus eller till civila akutsjukhus.